# 羅利達拉姆國際機場
羅利達拉姆國際機場（英語：Raleigh–Durham International Airport）位於美國北卡羅來納州，是該州羅利（Raleigh）和達拉姆（Durham）雙子城共用的民用國際機場。該機場位於羅利市區西北約20公里處。機場佔地4929公頃，共有3條跑道，通航國內國際共75余個機場，以及10个国家的14个国际航点。日起降400架次以上。2024年旅客吞吐量约1550萬。RDU機場管理局負責機場設施及運營，RDU機場管理局的控制方為达勒姆县、韋克縣選出的代表。

## 歷史
1929年開設。1943年正式用作商業客運。
2009年正進行擴建工程。

## 跑道
羅利達拉姆國際機場有三条跑道，2条平行跑道是5L/23R和5R/23L，一条直角跑道14/32。2条平行跑道有LED灯。